# Episodi di Due fantagenitori (nona stagione)
La nona stagione di Due fantagenitori è composta da 26 episodi andati in onda per la prima volta dal 23 marzo 2013 al 28 marzo 2015 negli USA.
Questa è la prima stagione della serie in 16:9 e ad aver cambiato i disegni della sigla, aggiungendo il piccolo Poof.
In Italia è stata trasmessa dal 24 dicembre 2013 al 12 dicembre 2014 su Nickelodeon.
| nº | Titolo originale             | Titolo italiano                 | Prima TV USA    | Prima TV Italia  |
| -- | ---------------------------- | ------------------------------- | --------------- | ---------------- |
| 1  | Fairly OddPet                | Il fantacane                    | 23 marzo 2013   | 24 dicembre 2013 |
| 2  | Dinkelscouts                 | Il capo scout                   | 14 aprile 2013  | 24 dicembre 2013 |
| 2  | I Dream of Cosmo             | Il... fantagenio                | 14 aprile 2013  | 24 dicembre 2013 |
| 3  | Turner & Pooch               | Turner, Sparky e il vampiro     | 4 maggio 2013   | 24 dicembre 2013 |
| 3  | Dumbbell Curve               | La curva della stupidità        | 11 maggio 2013  | 24 dicembre 2013 |
| 4  | The Terrible Twosome         | I terribili due                 | 1º giugno 2013  | 6 gennaio 2014   |
| 4  | App Trap                     | Odio la tecnologia              | 8 giugno 2013   | 6 gennaio 2014   |
| 5  | Force of Nature              | Il giorno dei rifiuti           | 15 giugno 2013  | 13 gennaio 2014  |
| 5  | Viral Vidiots                | La star del web                 | 22 giugno 2013  | 13 gennaio 2014  |
| 6  | Scary GodCouple              | La perfida coppia               | 19 ottobre 2013 | 20 gennaio 2014  |
| 7  | Two and a Half Babies        | Due bambini e mezzo             | 25 luglio 2014  | giugno 2014      |
| 7  | Anchors Away                 | Reporter d'assalto              | 25 luglio 2014  | giugno 2014      |
| 8  | Finding Emo                  | Fascino Emo                     | 9 luglio 2014   | giugno 2014      |
| 8  | Dust Busters                 | L'acchiappa polvere             | 9 luglio 2014   | giugno 2014      |
| 9  | The Bored Identity           | Agente Noia                     | 23 luglio 2014  | giugno 2014      |
| 9  | Country Clubbed              | Il club super-principesco       | 23 luglio 2014  | giugno 2014      |
| 10 | Dog Gone                     | Un Fantacane per due            | 28 luglio 2014  | giugno 2014      |
| 10 | Turner Back Time             | Il passato dei Turner           | 28 luglio 2014  | giugno 2014      |
| 11 | Cosmonopoly                  | Cosmonopoli                     | 7 luglio 2014   | giugno 2014      |
| 11 | Hero Hound                   | Cani eroi                       | 7 luglio 2014   | giugno 2014      |
| 12 | A Boy and His Dog-Boy        | Il ragazzo cane                 | 8 luglio 2014   | giugno 2014      |
| 12 | Crock Blocked                | L'insegnante invisibile         | 8 luglio 2014   | giugno 2014      |
| 13 | Weirdos on a Train           | Due svitati su un treno         | 29 luglio 2014  | 24 novembre 2014 |
| 13 | Tons a Timmys                | Timmy a tonnellate              | 29 luglio 2014  | 24 novembre 2014 |
| 14 | Let Sleeper Dogs Lie         | Il cane in trance               | 14 luglio 2014  | novembre 2014    |
| 14 | Cat-Astrophe                 | Cat-astrofe                     | 14 luglio 2014  | novembre 2014    |
| 15 | Lame Ducks                   | La squadra D.U.C.K.S.           | 30 luglio 2014  | novembre 2014    |
| 15 | A Perfect Nigtmare           | La famiglia perfetta            | 30 luglio 2014  | novembre 2014    |
| 16 | Love at First Bark           | Amore al primo Bau              | 21 luglio 2014  | novembre 2014    |
| 16 | Desperate Without Housewives | Disperati senza casalinghe      | 21 luglio 2014  | novembre 2014    |
| 17 | Jerk of All Trades           | Jorgen tuttofare                | 15 luglio 2014  | novembre 2014    |
| 17 | Snack Attack                 | Attacco commestibile            | 15 luglio 2014  | novembre 2014    |
| 18 | Turning Into Turner          | La trasformazione               | 16 luglio 2014  | novembre 2014    |
| 18 | The Wand That Got Away       | SparkySparky Doo                | 16 luglio 2014  | novembre 2014    |
| 19 | Stage Fright                 | Paura da palcoscenico           | 22 luglio 2014  | novembre 2014    |
| 19 | Gone Flushin                 | Giù per lo scarico              | 22 luglio 2014  | novembre 2014    |
| 20 | Fairly Old Parent            | Poof: fantagenitore per anziani | 23 gennaio 2015 | dicembre 2014    |
| 21 | School of Crock              | La nuova scuola di Crocker      | 26 maggio 2014  | dicembre 2014    |
| 22 | Dimmsdale Tales              | I racconti di Dimmsdale         | 18 luglio 2014  | dicembre 2014    |
| 23 | The Past and the Furious     | Past and Furious                | 11 luglio 2014  | dicembre 2014    |
| 24 | The Fairy Beginning          | Il FantaInizio                  | 28 marzo 2015   | dicembre 2014    |
| 25 | Fairly Odd Fairy Tales       | Le FantaFavole                  | 1º agosto 2014  | dicembre 2014    |
| 26 | Man's Worst Friend           | Il peggior amico dell'uomo      | 8 febbraio 2015 | 12 dicembre 2014 |

## Il fantacane
Timmy adotta un fantacane di nome Sparky. Tuttavia, possedere un fantacane è una sfida molto grande per Timmy. Anche perché Sparky è un combina guai e, secondo Jorgen, è stato restituito diverse volte per quella ragione.

## Il capo scout
Il padre di Timmy mette sempre in pericolo gli scout, pertanto Timmy desidera che suo padre non sia più il capo scout, ma il signor Dinkleberg.

## Il... fantagenio
Cosmo perde la memoria e crede di essere un genio di nome Felice e di avere come compito quello di esaudire i desideri del padre di Timmy.

## Turner, Sparky e il vampiro
Crocker cerca di trovare una nuova fonte di magia in casa di Timmy, ma quest’ultimo, insieme a Cosmo, Wanda, Poof e Sparky, riesce a sconfiggerlo.

## La curva della stupidità
Crocker dice a Timmy di avere preso 80/100, ma, visto che tutti gli altri hanno preso 100/100, Timmy prende una "F", essendo il voto più basso della classe secondo la curva a campana. Desidera perciò che tutti siano stupidi (tranne lui), ma questo influenza anche sui suoi fantagenitori. I problemi arrivano quando un meteorite minaccia la Terra e Timmy è l'unico intelligente in grado di fermarlo.

## I terribili due
Poof diventa malefico e Foop diventa buono. Timmy, Cosmo, Wanda, Sparky e Foop devono fermare Poof prima che congeli tutta la Terra.

## Odio la tecnologia
Timmy ottiene uno smartphone tecnologico che però diventa invadente nella sua vita, facendogli per esempio saltare la festa in costume di Trixie a cui era stato invitato e facendogli arrivare quasi a perdere tutti i suoi amici. Tuttavia grazie a Cosmo, Wanda, Poof e Sparky risolverà la situazione.

## Il giorno dei rifiuti
Timmy, non volendo pulire il parco, desidera che siano gli animali a pulire. Gli animali, però, decidono di vendicarsi con Timmy per la sua azione.

## La star del web
Crocker rapisce la madre di Timmy, perché pensa che sia un troll e che possegga la magia, ma Timmy, suo padre, Cosmo, Wanda e Poof liberano la madre di Timmy e uniscono le forze per sconfiggere Crocker.

## La perfida coppia
Foop diventa l'anti-fantagenitore di Vicky. Insieme spaventano Timmy e tutti i bambini di Dimmsdale, ma nonostante il loro ennesimo tradimento vengono sconfitti da Timmy e tutti i bambini di Dimmsdale che, molto arrabbiati e molto furiosi, si vendicano degli spaventi malefici che avevano fatto i due antagonisti.

## Due bambini e mezzo
Poof e Foop stano accudendo un uovo per la scuola, che poi portano in camera di Timmy. Foop fa poi cadere l'uovo, così fa comparire un uovo indistruttibile; tuttavia dopo la scuola l'uovo di Poof e Foop comincia a schiudersi ed esce un drago sputafuoco, ma, grazie alla ninna nanna di Poof, il drago si addormenta. L'insegnante ha capito che è stato Foop, così lo manda ai corsi estivi con Sammy (un suo compagno) e con Squelvin (il suo uovo che si è schiuso).

## Reporter d'assalto
Chet Ubetcha crede di essere pazzo, perché crede di aver immaginato delle cose strane, così si licenzia dal suo lavoro e il padre di Timmy lo sostituisce, ma combina un disastro come reporter. Timmy, Cosmo, Wanda, Poof e Sparky cercano così di convincere Chet Ubetcha a tornare al suo lavoro.

## Fascino Emo
Timmy vuole diventare il migliore amico di una ragazzina chiamata Missy, ma diventa nervoso quando parla con lei. Così, per attirare la sua attenzione, desidera di diventare un ragazzo sportivo e un ragazzo sensibile, ma ogni volta fallisce. Successivamente desidera di diventare un ragazzo Emo e non vuole esprimere più nessun desiderio. Jorgen allora avverte Timmy che, se lo fa, perderà i suoi fantagenitori, così per salvare Wanda e Poof, Cosmo (travestito da Missy) bacia Timmy e lui rimane disgustato, così Timmy desidera ritornare sé stesso. Alla fine dell'episodio arriva la vera Missy che propone a Timmy di andare al cinema con lei, e lui accetta.

## L'acchiappa polvere
La Fanta-polvere accumulatasi nei vari desideri espressi da Timmy ha contaminato tutta la casa: un altro desiderio potrebbe far esplodere il contenitore. Jorgen arriva sul posto e porta con sé i genitori di Timmy, mentre quest'ultimo, Cosmo, Wanda e Poof puliscono la Fanta-polvere uscita dal contenitore.

## Agente Noia
Il padre di Timmy è stanco della sua vita noiosa. Una sera guarda insieme a Timmy una serie televisiva chiamata Agente Noia dove un dottore è anche una spia che combatte il crimine. Timmy desidera che suo padre sia come l'agente Noia così da poter vivere una vita piena d'azione. Il padre di Timmy (essendo anche un medico) cerca di fare un'operazione al cervello a uno scienziato che però diventa cattivo e minaccia Dimmsdale. Il padre di Timmy riuscirà a sconfiggerlo con le sue noiose parole.

## Il club super-principesco
Cosmo per sbaglio scambia i cervelli di Wanda e Sparky, quando i genitori di Timmy dicono di essere stati invitati al club super-principesco della famiglia Buxaplenty, dove Timmy, per colpa di Cosmo, viene espulso. Allora Timmy diventa un riccone e Cosmo un maggiordomo per rientrare in quel club, ma i ricconi prendono in giro i signori Turner. Per difendere i genitori, Timmy fa distruggere il club a Cosmo, in modo da non poterlo più frequentare.

## Un Fantacane per due
Dopo che i signori Turner hanno fatto una pessima figura verso il signor Ed Leadly, questi decide di peggiorare le condizioni lavorative del signor Turner, a meno che non gli venda Sparky. Dopo un iniziale rifiuto, Timmy acconsente a condizione che Sparky appaia a Timmy quando Ed Leadly non è a casa. Il padre di Timmy, però, prova rimorso per la sua azione e decide di riprendersi Sparky.

## Il passato dei Turner
Timmy deve scrivere un testo sui suoi antenati. Per avere più informazioni torna indietro nel tempo, dove scopre che un suo avo, anziché scegliere di essere magnate delle ferrovie, decise di essere banditore. Tornato nel presente, Timmy desidera, con l'intento di far diventare la famiglia più ricca, che il suo antenato scelga di essere magnate delle ferrovie. Scopre presto però che, a causa dell'avidità della sua famiglia, Dimmsdale è completamente devastata e che essendo ricco e felice Cosmo e Wanda non sono più suoi fantagenitori. Il bambino e Sparky cercano quindi di far tornare Cosmo e Wanda per annullare il desiderio.

## Cosmonopoli
Il padre di Timmy viene risucchiato in un gioco da tavolo magico chiamato Cosmonopoli (riferimento al classico Monopoli) e non può uscire fino al termine della partita. Timmy e i fantagenitori sono costretti a entrare per salvarlo.

## Cani eroi
Sparky è depresso perché non fa niente di eroico, quindi Timmy desidera che abbia tale opportunità. Subito dopo Timmy finisce in un pozzo e Sparky lo recupera dopo dieci giorni. Il fantacane sente però una conversazione, da cui apprende che era tutto una finzione, deprimendosi ulteriormente. Quando poi un panda gigante arriva a Dimmsdale, Timmy deve far riacquisire la fiducia a Sparky, affinché lui possa fermarlo.

## Il ragazzo cane
Per stare con Sparky anche dove i cani non sono ammessi, Timmy esprime il desiderio che Sparky diventi umano. Sparky però si comporta come un cane anche da umano e Timmy deve convincere Sparky a tornare cane, essendo innamorato della sua condizione. Inoltre Jorgen trasforma Timmy in un cane, finché Sparky non ritorna come prima.

## L'insegnante invisibile
Siccome Crocker si intrufola continuamente in casa Turner per scoprire i fantagenitori di Timmy, quest'ultimo desidera che il maestro scompaia, ma le fate lo fanno diventare invisibile. Ciò peggiora le cose, perché per lui è più semplice intrufolarsi in casa. Per annullare il desiderio, Timmy deve prima fare in modo che le fate vedano Crocker.

## Due svitati su un treno
Crocker e il padre di Timmy stipulano un patto secondo cui quest'ultimo porterà i pesci di Timmy (che sono in realtà i due fantagenitori trasformati) al maestro, che in cambio si sbarazzerà del signor Dinkleberg. Timmy deve fermarli.

## Timmy a tonnellate
Sul Pianeta dei Papà, Timmy desidera che ci sia un suo clone per ogni clone di suo padre. I cloni di Timmy però ingannano Cosmo, Wanda e Poof, i quali sono costretti a realizzare i loro desideri. Timmy e Sparky devono salvare le fate.

## Il cane in trance
Dopo aver visto un filmino della sua infanzia, Crocker si accorge che aveva con sé anche un fantacane (Sparky). Così decide di fargli un lavaggio del cervello dicendo "sottobraghe" e Sparky, ipnotizzato in uno stato di trance, cattura Cosmo e Wanda e li porta a Crocker. Timmy deve impedire che Crocker prosciughi la magia alle fate.

## Cat-astrofe
Catman cattura Sparky, scambiandolo per un suo nemico, e Timmy deve salvarlo.

## La squadra D.U.C.K.S.
Un misterioso ladro effettua furti a Dimmsdale, così Timmy, suo padre e Crocker indagano per scoprire chi è, ma finiscono per combinare guai.

## La famiglia perfetta
Per vincere il premio Famiglia perfetta, Timmy desidera che la sua famiglia diventi perfetta, ma essere perfetti è più difficile del previsto.

## Amore al primo Bau
Sparky è innamorato di Pesca, la nuova cagnolina dei Dinkleberg, ma il signor Turner non gli permette di frequentarla. Timmy esprime quindi il desiderio che anche suo padre ami Pesca, ma ciò finisce per far competere l'uomo e il fantacane per la conquista della cagnolina.

## Disperati senza casalinghe
Stufo di essere assillato dalla madre, Timmy desidera che le femmine di tutto l'universo scompaiano per 24 ore. Ciò però non è piacevole come previsto, perché nessuno prepara più da mangiare. A peggiorare la situazione degli extraterrestri minacciano di distruggere la Terra, a meno che non venga preparato loro da mangiare.

## Jorgen tuttofare
Dopo che Cosmo ha esaudito un desiderio di Timmy fuori dalle regole, Jorgen viene licenziato come capo delle fate. Dopo aver cercato un altro lavoro, Timmy, Cosmo e Wanda cercano di farlo riassumere al suo lavoro originale.

## Attacco commestibile
Crocker scopre casualmente che un milione di Spark-ossi, degli snack preparati da Sparky, contengono abbastanza magia per esprimere un desiderio. Si traveste quindi da riccone con l'intento di comprare un milione di Spark-ossi e poter esprimere il desiderio di annientare Timmy: il bambino deve fermarlo.

## La trasformazione
Dopo un tentativo fallito di catturare Cosmo e Wanda, Crocker finisce col diventare simile a sua madre e a Timmy. Escogita perciò un altro piano in cui, spacciandosi per Timmy del futuro, fa fare a Timmy cose umilianti, mentre cerca di catturare i fantagenitori.

## SparkySparky Doo
Dopo un viaggio negli anni settanta, Cosmo ha perso la bacchetta, così Wanda, Poof e Timmy lo aiutano a trovarla, altrimenti Cosmo verrebbe rimpiazzato. Anche Crocker però vuole la bacchetta, bramoso dei poteri magici.

## Paura da palcoscenico
Stufo di essere trattato da Vicky come attore di supporto, Timmy desidera che Vicky sia la star di uno spettacolo diretto da lui stesso per vendicarsi.

## Giù per lo scarico
Il padre di Timmy getta il figlio, Cosmo, Wanda e Poof (sotto forma di pesci) nello scarico del gabinetto. Nelle fognature le fate perdono le bacchette magiche e devono recuperarle per poter tornare a casa.

## Poof: fantagenitore per anziani
Il Fantaconsiglio decide di assegnare i fantagenitori anche agli anziani, e Poof viene assegnato alla madre di Denzel Crocker, la quale esprime talmente tanti desideri da affaticare Poof. Ciononostante Jorgen decide che il fantabebè deve stare con l'anziana donna, così Wanda e Timmy devono far tornare Poof a casa.

## La nuova scuola di Crocker
Timmy desidera che Crocker venga trasferito in un'altra scuola. Il maestro viene purtroppo mandato nella scuola del Fantamondo, dove ruba il sonaglio a Poof. Successivamente intende prosciugare della magia i suoi allievi: Poof deve fermarlo.

## I racconti di Dimmsdale
Timmy e i suoi amici scout sono in campeggio, ma il padre di Timmy (il capo scout) non ha portato niente. Per distrarre gli amici, Timmy decide di raccontare delle storie raccapriccianti: nella prima Cosmo e Sparky scambiano Wanda per la banshee e cercano di non farla rientrare in casa, dopo che lei è uscita; nella seconda il padre di Timmy parte in viaggio per affari, ma è terrorizzato a vedere Dinkleberg ovunque; nella terza Cosmo e Wanda sono in automobile su una scogliera e pensano che in zona ci sia il fantasma di Rusty Uncino, un pescatore che si dice sia stato inghiottito da una balena. Alla fine il signor Turner vede nelle vicinanze i personaggi delle storie e scappa in automobile dagli altri scout, ma viene inghiottito dalla balena dell'ultima storia. Dopo aver desiderato un albergo di lusso per dormire la notte, Timmy desidera che il padre esca dal cetaceo.

## Past and Furious
Cosmo e Wanda, insieme a Timmy e Sparky, vanno nel passato a trovare dei loro ex fanta-figliocci. Nelle diverse epoche Timmy impedisce di inventare la ruota, il sandwich, l'elettricità e di aprire il Cake 'N' Bacon. Tornato nel presente, Jorgen gli fa notare che a causa delle sue azioni le ruote hanno un lato dritto, Dimmsdale è alimentata da una patata gigante, i sandwich non esistono e Cosmo e Wanda non sono più fantagenitori. Dopo aver aiutato gli inventori a brevettare la ruota, il sandwich e l'elettricità, Timmy e Sparky ritornano nel presente dove scoprono che la fondatrice del Cake 'N' Bacon è diventata una supercattiva. Ella imprigiona Sparky, quindi intende dar fuoco al Fantamondo: Timmy deve liberare il fantacane e insieme fermare la nemica.

## Il FantaInizio
Il Fantaconsiglio decide di revocare il diploma a Cosmo, che non ha mai consegnato la tesi di laurea: a meno che non salti fuori entro quella sera Cosmo e Wanda non saranno più fantagenitori. Guardando un video del passato, Timmy, Sparky, Wanda e Cosmo scoprono che la tesi di quest'ultimo è stata rubata da qualcuno non identificato. Mediante altri filmati, sospettano che il colpevole possa essere Juandissimo, Cupido o Jorgen, ma tutti e tre sono innocenti. Proprio quando Jorgen sta per portare via i fantagenitori di Timmy, Wanda confessa di aver rubato la tesi, per paura che Cosmo non divenisse fantagenitore e di conseguenza doversi separare. Nella "tesi" non c'è scritto niente e Jorgen dice che se Cosmo l'avesse consegnata sarebbe stato bocciato. Tuttavia ha dimostrato una buona capacità di esaudire i desideri delle altre fate dell'accademia, pertanto Jorgen decide di riconsegnargli il diploma e di far tornare tutto come prima.

## Le FantaFavole
Per far addormentare Poof, Wanda legge delle storie parodie di Cenerentola, I tre porcellini e Biancaneve e i sette nani.

## Il peggior amico dell'uomo
Foop decide di rendere infelici i Turner sostituendo Sparky con Anti-Sparky. Successivamente l'anti-Fantaconsiglio decide che Foop dovrà sostituire tutti gli animali di Dimmsdale con animali malvagi, del genere di Anti-Sparky: Timmy, Cosmo e Wanda devono fermarlo.